# John Håkansson
John Håkansson (28 maart 1998) is een Zweeds voetballer. Hij speelt bij Lindås-Långasjö, dat uitkomt op het vierde niveau in Zweden.

## Carrière
Håkansson maakte op 21 september 2014 zijn debuut in de hoofdmacht van Kalmar FF. Eerste doelman Ole Söderberg was op dat moment geschorst, terwijl tweede doelman Lars Cramer ziek thuis zat. Håkansson brak daarmee een 79 jaar oud record. Tijdens zijn debuut tegen Djurgårdens IF was hij 16 jaar, 5 maanden en 24 dagen. Daarmee is hij de jongste doelman aller tijden in de Allsvenskan. Håkansson is tevens de eerste speler uit het geboortejaar 1998 die zijn opwachting maakte op het hoogste niveau in Zweden. Een groot succes werd het debuut echter niet. Kalmar FF ging met 4-0 onderuit.
Op 16 augustus maakte Kalmar FF bekend dat het Håkansson de rest van het seizoen uitleent aan Husqvarna FF. Door een blessure bij Ole Söderberg keert Håkansson na één maand echter alweer terug in de Guldfågeln Arena, om als tweede doelman achter Lucas Hägg Johansson te fungeren. Tegelijkertijd blijft hij wedstrijden voor Husqvarna spelen. In het seizoen 2018 verhuurt Kalmar de doelman aan Åtvidabergs FF. Aan het eind van het seizoen 2018 is het contract van Håkansson bij Kalmar afgelopen. Het wordt niet verlengd, waarop hij terugkeert naar de club waar hij begon met voetballen: Lindås-Långasjö.